# Elena Gaberell
Elena Gaberell (geboren am 2. Mai 2005 in Rivera) ist eine Schweizer Eishockeyspielerin auf der Position der Verteidigerin. Seit 2025 gehört sie dem Kader der Schweizer Eishiockeynationalmannschaft der Frauen an und nahm an der Weltmeisterschaft 2025 in Budweis teil.

## Karriere

### Vereinskarriere
Elena Gaberell begann ihre Laufbahn als Eishockeyspielerin im Nachwuchs des GDT Bellinzona und wechselte später zum HC Ladies Lugano. Mit dem HC Ladies Lugano gewann sie in der Saison 2020/21 die Schweizer Meisterschaften der Women’s League.
Zur Saison 2023/24 wechselte sie zum neu gegründeten Frauenteam des EV Zug. Mit diesem erreichte sie in ihrer ersten Saison die Meisterschaft der zweiten Spielklasse, der SWHL B, und den Aufstieg in die Women’s League. Ihr Vertrag mit dem EV Zug ist bis zur Saison 2025/26 gültig.

### International
Bereits 2020 nahm Elena Gaberell im Alter von 14 Jahren an den Olympischen Jugend-Winterspielen in Lausanne teil. Die Schweizer Auswahl belegte im Turnier den vierten Rang. In den Jahren 2022 und 2023 nahm sie mit der U18-Frauenauswahl der Schweiz an den U18-Frauen-Weltmeisterschaften teil, wobei sie in beiden Jahren den siebten Platz belegte und 2023 als Kapitänin agierte.
Im April 2025 wurde sie erstmals für eine Frauen-Weltmeisterschaft nominiert. Sie war zu diesem Zeitpunkt 19 Jahre alt und hatte bereits sechs Länderspieleinsätze absolviert.

## Spielstil
Elena Gaberell spielt als linksschiessende Verteidigerin. Sie wird für ihre physische Präsenz, ihr präzises Stellungsspiel und ihre Spielübersicht geschätzt. Trainerinnen und Trainer loben ihre taktische Reife und ihr professionelles Auftreten.

## Persönliches
Elena Gaberell stammt aus Rivera im Kanton Tessin. Sie ist Mitglied des Förderprogramms der Swiss Women’s Hockey Academy, die junge Talente auf dem Weg zur Profikarriere unterstützt. Ihre sportliche Ausbildung wird durch gezielte Nachwuchsförderung des Schweizerischen Eishockeyverbands begleitet.

## Erfolge und Auszeichnungen
- 2021 Schweizer Meisterin mit dem HC Lugano
- 2022 Gewinn des Swiss Women’s Hockey Cup mit dem HC Lugano
- 2024 Meisterin der Swiss Women’s Hockey League B und Aufstieg in die Women’s League mit dem EV Zug
- 2024 Gewinn des EWHL Euro Cup mit dem EV Zug
- 2025 Gewinn des Swiss Women’s Hockey Cup mit dem EV Zug
- 2025 Schweizer Vizemeisterin mit dem EV Zug